# 政民路
政民路是中華人民共和國上海市楊浦區一條東西走向道路，西起武东路，東至淞滬路，全长1280米。中華民国21年（1932年）規劃道路時命名為政宁路。中華民国31年（1942年）修築道路。1980年，因政宁路与長寧區的镇宁路同音，於是更名為政民路。沿途有上海市肺科医院和江湾体育场。